# Olszyna
Olszyna (německy Langenöls) je město na jihozápadě Polska, nedaleko českých a německých hranic. Je hlavním městem gminy Olszyna. Je součástí okresu Lubáň v rámci Dolnoslezského vojvodství.
Okresní město Lubáň je vzdáleno přibližně 9 kilometrů, hlavní město vojvodství Vratislav pak přibližně 116 kilometrů.
V roce 2019 ve městě žilo 4348 obyvatel.
Město je známé svým dřevařským a nábytkářským průmyslem a výrobou izolačních materiálů.

## Historie
- První zmínka o Olszyně pochází z roku 1254
- Olsyzna byla zpustošena během husitských válek
- V 19. století byla Robertem Ruscheweyhem založena první nábytkářská dílna
- Status města získala Olszyna v roce 2005

## Galerie

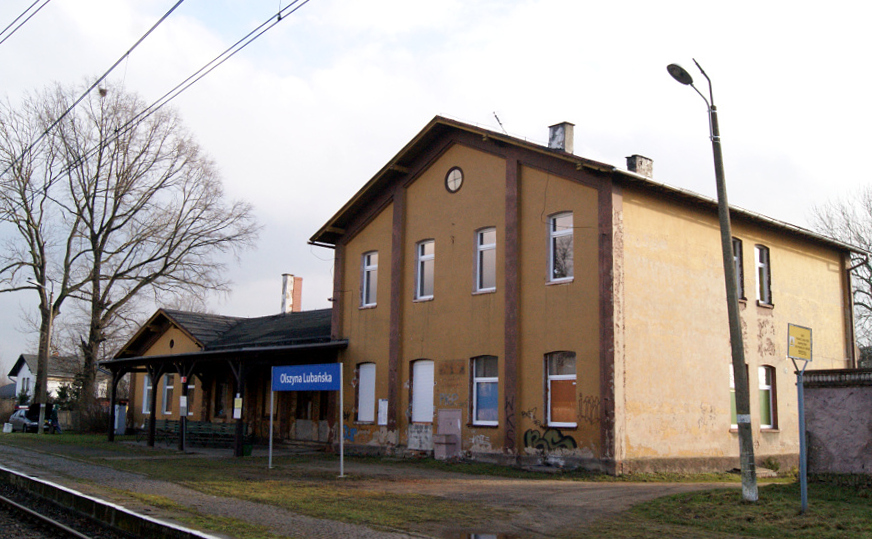
Nádraží
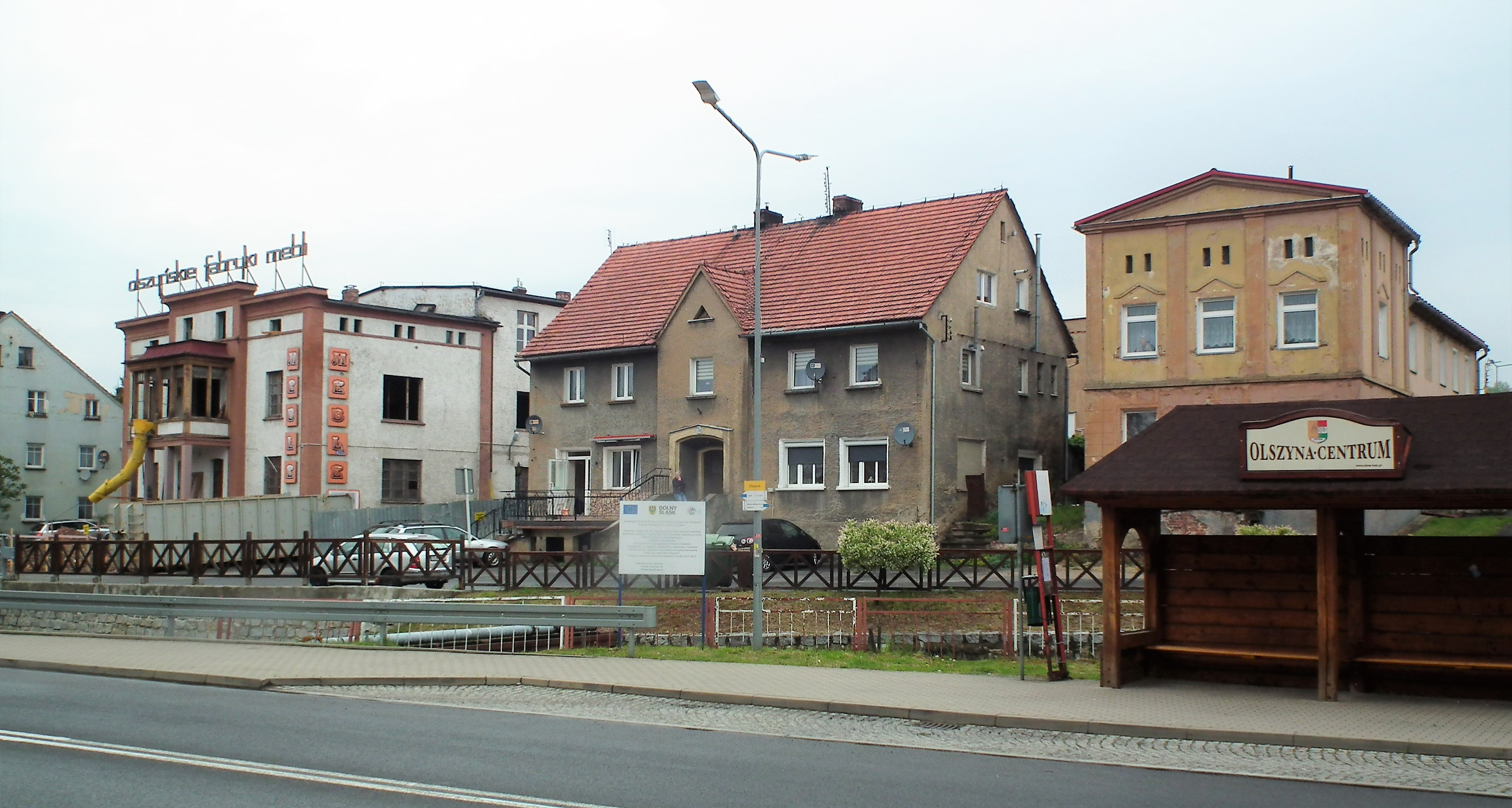
Ulice Wolności v centru města
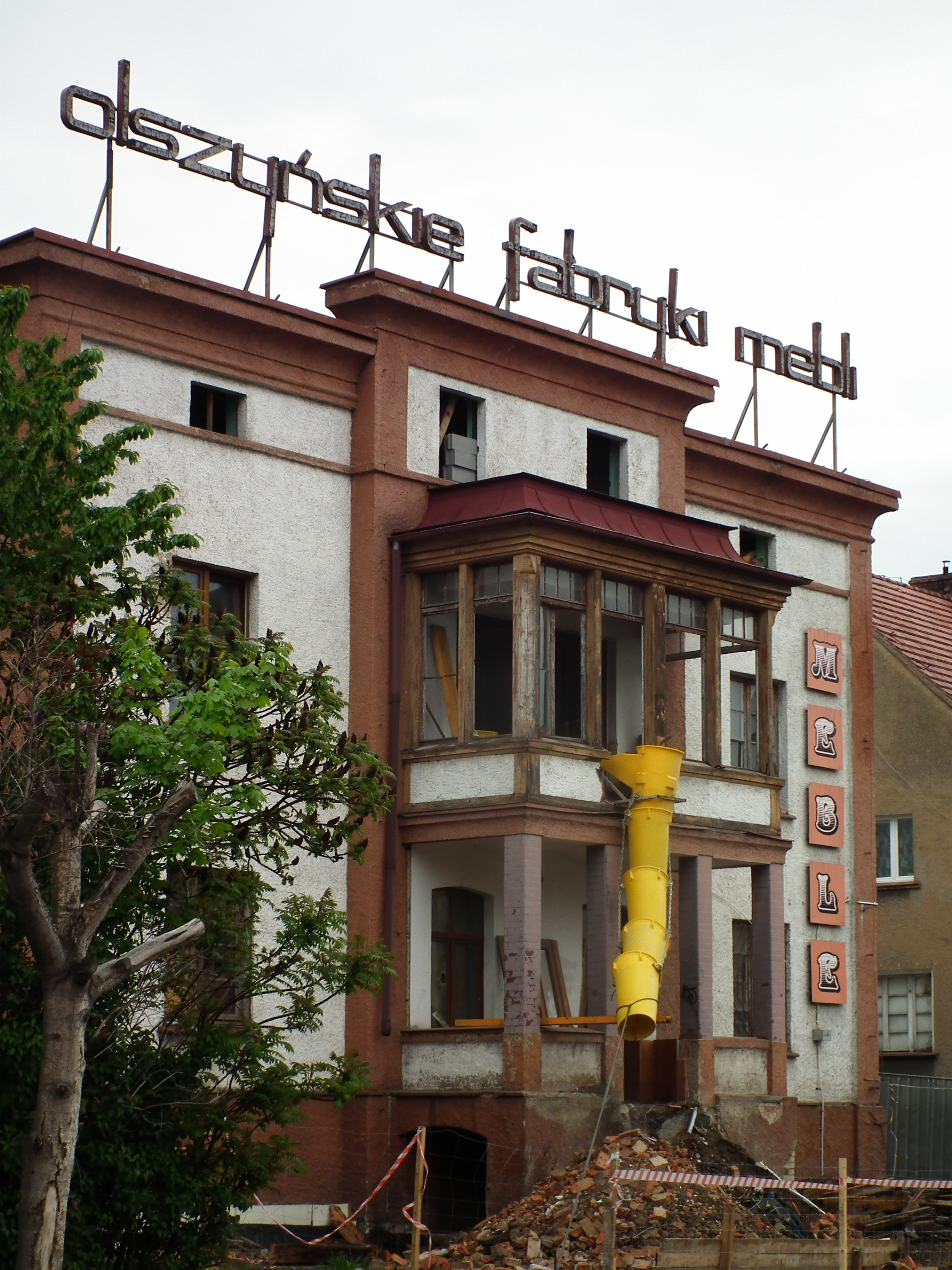
Nábytkářská továrna
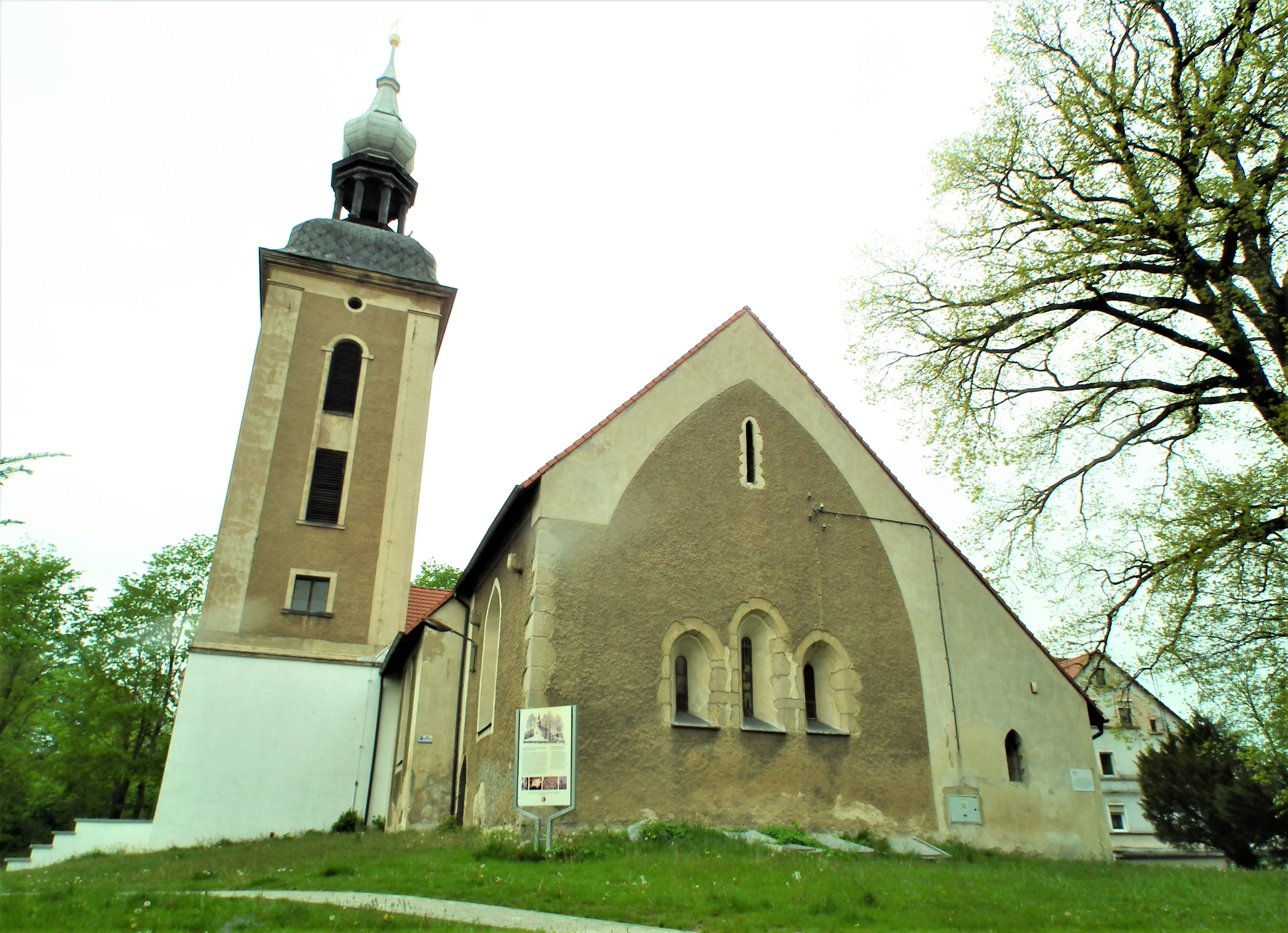
Kostel
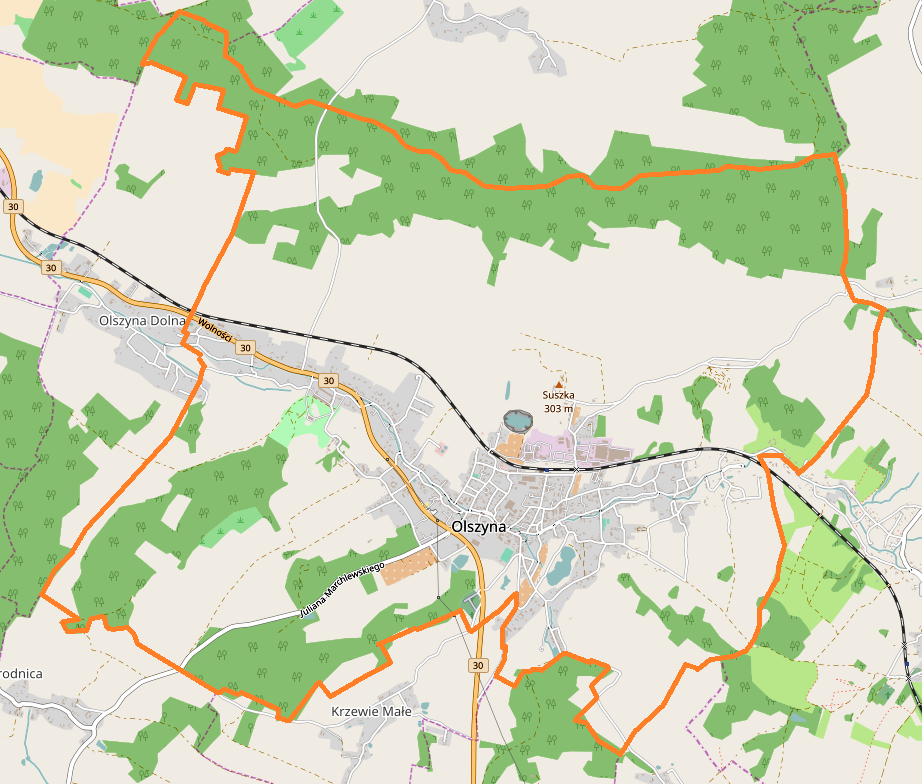
Mapa města

## Partnerská města
- Železný Brod (Česko)
- Ørbæk (Dánsko)
- Großschönau (Německo)
- Peršotravensk (Ukrajina)[3]